# 윤주상
윤주상(尹柱相, 1949년 6월 25일 ~ )은 대한민국의 배우이다.

## 생애
그는 신장 175cm, 체중 70kg이며, 1970년 극단 《세대》에 입단하여 연극배우로 첫 데뷔를 하였다. 이듬해 1971년에는 TBC 동양방송 공채 6기 성우(현재는 KBS 13기로 분류)로 정식 데뷔하였다. 드라마로 진출하여 연기자로서 활약을 하였고, TV 시사 다큐 프로그램의 MC로 활동하였다.

## 출연작

### 영화
- 1994년 《태백산맥》 ... 최익승 의원 역
- 1995년 《남자는 괴로워》 ... 윤주상 역
- 1998년 《기막힌 사내들》 ... 한가닥 3 역
- 1998년 《쉬리》 ... 고정석 역
- 1999년 《링》 ... 박 노인 역
- 1999년 《유령》 ... 함장 역
- 2000년 《종합병원 The Movie 천일동안》 ... 성태섭 역
- 2001년 《천사몽》 ... 탄야 역
- 2001년 《킬러들의 수다》 ... 주씨 역
- 2001년 《이것이 법이다》 ... 고 차장 역
- 2002년 《아미그달라 2편 - 늪을 걷다》
- 2002년 《묻지마 패밀리》 ... 도라이버 찍히 두목/택시 승객 할아버지 역
- 2003년 《내츄럴 시티》 ... 청천 주인 역
- 2003년 《써클》 ... 단연 오성필 역
- 2004년 《아라한 장풍 대작전》 ... 무운 역
- 2004년 《효자동 이발사》 ... 쌀가게 최씨 역
- 2004년 《거미숲》 ... 교감 선생님 역
- 2004년 《도마 안중근》 ... 이토 히로부미 역
- 2005년 《6월의 일기》 ... 양 반장 역
- 2005년 《형사 Duelist》 ... 봉출 역
- 2005년 《왕의 남자》 ... 성희안 역
- 2006년 《라디오 스타》 ... 김 국장 역
- 2007년 《죽어도 해피엔딩》 ... 젊은 보스를 모시는 성범 역
- 2007년 《용의주도 미스 신》 ... 동민 부 역
- 2010년 《아이리스: 더 무비》 ... NSS 과학수사실장, 오현규 역
- 2011년 《회초리》 ... 대훈장 역
- 2013년 《아이리스 2: 더 무비》 ... NSS 과학수사실장, 오현규 역
- 2015년 《폴라로이드》
- 2022년 《짬뽕비권》 (내레이터)

### 드라마
- 1986년 MBC 특집드라마 《북으로 간 여배우》 ... 강홍식 역
- 1987년 KBS2 단막극 《일요추리극장-그리고 아무도 없었다》 ... 판사 역
- 1988년 KBS1 특집드라마 《따뜻한 남쪽 나라》 ... 김만철 역
- 1988년 KBS1 성탄특집극 《조선백자 마리아상》 ... 천주교에 귀의한 전직 훈장 역
- 1989년 MBC 정치드라마 《제2공화국》 ... 정석해 교수 역
- 1991년 SBS 개국특집극 《미늘》
- 1992년 SBS 월화드라마 《관촌수필》
- 1993년 SBS 미니시리즈 《친애하는 기타 여러분》 ... 배 사장 역
- 1996년 KBS2 청소년드라마 《스타트》
- 1997년 MBC 일일시트콤 《남자 셋 여자 셋》 ... 전원주의 연하 남편이며 김진의 아버지인 김주상 역으로 비고정 출연
- 2000년 SBS 일요드라마 《메디컬센터》 ... 일반외과 과장 최국현 역
- 2001년 MBC 일일연속극 《결혼의 법칙》
- 2001년 KBS2 미니시리즈 《인생은 아름다워》
- 2002년 KBS2 대하드라마 《명성황후》 ... 이토 히로부미 역
- 2002년 KBS2 아침드라마 《색소폰과 찹쌀떡》 ... 거지 김 상사 역
- 2002년 MBC 창사특집극 《너희가 나라를 아느냐》 ... 이토 히로부미 역
- 2003년 MBC 미니시리즈 《러브레터》 ... 주교 역
- 2003년 SBS 대하드라마 《왕의 여자》 ... 송강 정철 역
- 2003년 MBC 창사특집극 《사막의 샘》
- 2004년 SBS 드라마 스페셜 《형수님은 열아홉》 ... 혜원의 할아버지, 정건우 역
- 2004년 SBS 대하드라마 《장길산》 ... 운부대사 역
- 2004년 KBS2 단막극 《드라마시티 - 우리 햄》 ... 강 노인 역
- 2004년 KBS2 단막극 《드라마시티 - 칼 끝에 핀 꽃》
- 2004년 KBS2 단막극 《드라마시티 - 동행》 ... 정씨 역
- 2005년 MBC 미니시리즈 《달콤한 스파이》 ... 서장 역
- 2005년 KBS2 단막극 《드라마시티 - 산사의 아침》 ... 지산 역
- 2006년 MBC 단막극 《베스트극장 - 안녕 천사님》 ... 할머니 귀신의 아들 역
- 2006년 KBS2 미니시리즈 《투명인간 최장수》 ... 경찰서장 역
- 2006년 SBS 드라마 스페셜 《무적의 낙하산 요원》 ... 국장 역
- 2006년 MBC 단막극 《베스트극장 - 국물 있습니다》 ... 박 노인 역
- 2007년 KBS2 단막극 《드라마시티 - 은어가 살던 곳》 ... 김영춘 역
- 2007년 MBC 미니시리즈 《에어시티》 ... 엄 반장 역
- 2007년 KBS2 단막극 《드라마시티 - 미친 사랑》 ... 용진 역
- 2007년 KBS2 단막극 《드라마시티 - 연꽃 피던 날》 ... 주지스님 역
- 2007년 KBS2 미니시리즈 《경성스캔들》 ... 선우관 역
- 2007년 MBC 일일시트콤 《김치 치즈 스마일》 ... 기준 부 역
- 2007년 KBS2 주말연속극 《며느리 전성시대》 ... 고연중 역
- 2007년 MBC 단막극 《베스트극장 - 적루몽》 ... 김창기 역
- 2007년 KBS2 단막극 《드라마시티 - 하늘 연인》
- 2007년 SBS SBS 대기획 《로비스트》 ... 김승범 회장 역
- 2007년 MBC 미니시리즈 《옥션 하우스》 ... 고철만 역
- 2008년 MBC 미니시리즈 《누구세요?》 ... 저승사자 역
- 2008년 KBS2 미니시리즈 《태양의 여자》 ... 장 회장 역
- 2008년 MBC 미니시리즈 《대한민국 변호사》 ... 풍신여상 교장 역
- 2008년 SBS 드라마 스페셜 《바람의 화원》 ... 강수항 역
- 2008년 SBS 드라마 스페셜 《워킹맘》 ... 최종만 역
- 2008년 KBS2 미니시리즈 《연애결혼》 ... 화영 부 역
- 2008년 KBS2 단막극 《드라마시티 - 러브 헌트, 서른 빼기 셋》 ... 이경 부 역
- 2008년 SBS 드라마 스페셜 《스타의 연인》 ... 철수의 지도교수, 안 교수 역
- 2009년 KBS2 미니시리즈 《아이리스》 ... NSS 과학수사실장, 오현규 역
- 2009년 tvN 주간시트콤 《세 남자》 ... (카메오)
- 2009년 SBS 대하드라마 《자명고》 ... 송옥구 역
- 2009년 KBS2 미니시리즈 《그저 바라보다가》 ... 우체국 윤 국장 역
- 2009년 SBS 주말특별기획 《그대, 웃어요》 ... 이준배 역
- 2009년 KBS2 주말연속극 《솔약국집 아들들》 ... 김윤중 역
- 2010년 KBS2 미니시리즈 《부자의 탄생》 ... 오성그룹 회장, 이중헌 역
- 2010년 MBC 주말특별기획 《김수로》 ... 물쇠 역
- 2010년 SBS 드라마 스페셜 《대물》 ... 복지당 대표 민동포 의원 역
- 2010년 KBS2 단막극 《KBS 드라마 스페셜 - 가족의 비밀》 ... 왕 대인 역
- 2010년 SBS 주말극장 《웃어요, 엄마》 ... 강동풍 역
- 2011년 SBS 드라마 스페셜 《싸인》 ... 정문수 역(특별출연)
- 2011년 KBS2 단막극 《KBS 드라마 스페셜 연작 시리즈 - MSS 특별수사대》 ... 영등포 경찰서장 역
- 2011년 KBS2 미니시리즈 《동안미녀》 ... 진욱 부 역
- 2011년~2012년 KBS2 주말연속극 《오작교 형제들》 ... 박인국 역 (특별출연)
- 2011년 KBS2 단막극 《드라마 스페셜 - 늦어서 미안해》 ... 영환 역
- 2011년 JTBC 미니시리즈 《빠담빠담… 그와 그녀의 심장박동소리》 ... 김 교위 역
- 2012년 TV조선 미니시리즈 《한반도》 ... 석주환 역
- 2012년 tvN 미니시리즈 《결혼의 꼼수》 ... 이학군 역
- 2012년 MBC 미니시리즈 《아이두 아이두》 ... 지안 부 역
- 2012년 KBS2 미니시리즈 《빅》 ... 박민규 역
- 2012년 MBC 미니시리즈 《아랑사또전》 ... 은오 부, 김응부 역
- 2012년 SBS 미니시리즈 《드라마의 제왕》 ... SBC 드라마국장, 문상일 역 (특별출연)
- 2012년 MBC 일일연속극 《그대 없인 못 살아》
- 2012년 KBS2 미니시리즈 《학교 2013》 ... 조봉수 역
- 2013년 KBS2 미니시리즈 《아이리스 2》 ... NSS 과학수사실장, 오현규 역
- 2013년 SBS 드라마 스페셜 《너의 목소리가 들려》 ... 신상덕 역
- 2013년 SBS 미니시리즈 《따뜻한 말 한마디》 ... 나대호 역
- 2014년 tvN 금토드라마 《응급남녀》 ... 신부 역 (특별출연)
- 2014년 KBS2 단막극 《KBS 드라마 스페셜 - 내가 결혼하는 이유》 ... 김순구 역 (특별출연)
- 2014년 KBS2 미니시리즈 《트로트의 연인》 ... 조희문 역
- 2014년 MBN 특별기획드라마 《천국의 눈물》 ... 이회장 역
- 2014년 MBC 2부작 단막극 《드라마 페스티벌 - 포틴(4teen)》 ... 병섭 역
- 2015년 MBC 드라마넷 금토드라마 《나의 유감스러운 남자친구》 ... 윤 회장 역
- 2015년 SBS 미니시리즈 《상류사회》 ... 장원식 역
- 2015년 JTBC2 웹드라마 《우리 옆집에 EXO가 산다》 ... 찬열의 할아버지 역
- 2015년 KBS2 TV소설 《별이 되어 빛나리》 ... 윤길재 역
- 2016년 KBS2 일일연속극 《천상의 약속》 ... 박만재 역
- 2016년 SBS 드라마 스페셜 《돌아와요 아저씨》 ... 역장 역
- 2016년 SBS 주말특별기획 《미세스 캅 2》 ... 고평식 역
- 2016년 MBC 일일연속극 《다시 시작해》 ... 강병철 역
- 2016년 tvN 금토드라마 《굿 와이프》 ... 서재문 역
- 2016년 KBS2 월화드라마 《구르미 그린 달빛》 ... 노인 역
- 2016년 SBS 주말특별기획 《끝에서 두번째 사랑》 ... 강민주의 아버지 역
- 2017년 tvN 토일드라마 《명불허전》 ... 최천술 역
- 2017년 KBS2 일일연속극 《내 남자의 비밀》 ... 강준채 역
- 2018년 KBS2 월화드라마 《라디오 로맨스》 ... 문성우 역
- 2018년 KBS2 수목드라마 《당신의 하우스헬퍼》 ... 장용건 역
- 2018년 MBC 월화드라마 《사생결단 로맨스》 ... 다린병원 이사장 역 (우정출연)
- 2018년 MBC 주말특별기획 《숨바꼭질》 ... 문태산 역
- 2019년 SBS 금토드라마 《의사 요한》 ... 이원길 역
- 2020년 MBC 월화드라마 《365 : 운명을 거스르는 1년》 ... 황노섭 역
- 2020년 KBS2 수목드라마 《출사표》... 봉추산 역
- 2020년 OCN 토일드라마 《경이로운 소문》 ... 하석구 역
- 2021년 KBS2 수목드라마 《안녕? 나야!》... 한지만 역
- 2021년 KBS2 주말드라마 《오케이 광자매》... 이철수 역
- 2021년 Netflix 《무브 투 헤븐: 나는 유품정리사입니다》 ... 노 회장 역
- 2022년 ENA 수목드라마 《이상한 변호사 우영우》 ... 김정구 역 (특별출연)
- 2022년 tvN 월화드라마 《멘탈코치 제갈길》 ... 제갈한량 역
- 2023년 tvN 토일드라마 《경이로운 소문 2 : 카운터 펀치》 … 하석구 역
- 2025년 KBS2 수목드라마 《내 여자친구는 상남자》... 춘희 부 역
- 2025년 KBS2 주말드라마 《화려한 날들》... 김장수 역

### 연극
- 《만리장성》
- 《캬바레》
- 《칠산리》
- 《뜻대로 하세요》
- 《베니스의 상인》
- 《어느 세일즈맨의 죽음》
- 《느릅나무 그늘의 욕망》
- 《안티고네》
- 《듀엣》
- 《리타 길들이기》
- 《까라마조프가의 형제들》
- 《인물실록 봉달수》

외 수백편

### 라디오 프로그램
- 2015년 EBS FM 《EBS 책 읽는 라디오 낭독 시리즈》

### 애니메이션
- 디지몬 고스트 게임 (재능TV) - 해설

### 기타
- KBS2 《가족오락관》 (1996년) 게스트
- iTV 《미스터리극장 위험한 초대》 (2001년)
- KBS1 《가족오락관》 (2002년) 게스트
- YTN 《뉴스 12 - 이슈앤피플》 (2012년) 게스트
- YTN 《길, 그곳에 가고싶다》 (2013년)
- KBS1 《다큐공감》 (2013년-) 내레이션
- MBC every1 《9 to 6》 (2013년-) 내레이션
- JTBC 《레전드 오브 닥터스》 (2013년) 내레이션
- MBN 《기막힌 이야기 실제상황》 (2014년-) 내레이션
- 연합뉴스TV 《명장의 조건》 (2015년) 내레이션
- SBS 《생방송 투데이》 <오지기행 어디로(路)> 내레이션
- EBS 《사선에서》 (2015년) 내레이션
- EBS 《다큐프라임 교육대기획 시험 6부 - 공무원의 탄생 : 300일의 기록》 (2015년) 내레이션
- KBS2 《단짝 : 할아버지의 이중생활》 (2015년) 내레이션
- KBS1 《다큐공감 145회 : 벼랑 위의 삶, 울릉도 깍개등》 (2016년) 내레이션
- KBS1 《다큐공감 151회 : 무인도에서 7일 사수도 해남해녀》 (2016년) 내레이션
- KBS1 《다큐공감 168회 : 강에 살다, 한강어부의 100일》 (2016년) 내레이션
- KBS1 《다큐공감 172회 : 아들 농부, 딸 농부》 (2016년) 내레이션
- KBS1 《다큐공감 174회 : 아찔한 인생, 잣 사나이들의 가을 연가》 (2016년) 내레이션
- KBS1 《다큐공감 181회 : 육지 속 섬, 파로호의 겨울》 (2017년) 내레이션
- KBS1 《다큐공감 182회 : 가거도 樂》 (2017년) 내레이션
- KBS1 《다큐공감 183회 : 최남단 모슬포 방어 사냥꾼》 (2017년) 내레이션
- KBS1 《다큐공감 190회 : 할빠의 육아일기》 (2017년) 내레이션
- EBS1 《성난 물고기》 (2017년) 내레이션
- KBS1 《다큐공감 254회 : 꽃따라 삼천리 이동양봉》 (2018년) 내레이션
- KBS1 《다큐공감 259회 : 따로 또 같이 장돌림 부부》 (2018년) 내레이션
- KBS1 《다큐공감 262회 : 브래드 씨의 인생 5막》 (2018년) 내레이션
- KBS1 《다큐공감 263회 : 파도 치는 섬, 바위에 붙어 살다》 (2018년) 내레이션
- KBS1 《다큐공감 264회 : 나의 아름다운 이발소》 (2018년) 내레이션
- KBS1 《다큐공감 265회 : 숲에서 인생을 찾다》 (2018년) 내레이션
- KBS1 《다큐공감 270회 : 정을 배달합니다》 (2018년) 내레이션
- KBS1 《다큐공감 271회 : 용늪에 산다》 (2018년) 내레이션
- KBS1 《다큐공감 272회 : 여든에 편지를 쓰다》 (2018년) 내레이션
- KBS1 《다큐공감 273회 : 동상이몽 못 말리는 말(馬) 부자》 (2018년) 내레이션
- KBS1 《다큐공감 276회 : 야생의 수의사들》 (2018년) 내레이션
- KBS1 《다큐공감 277회 : 거문도 삼치잡이 외줄에 희망을 걸다》 (2018년) 내레이션
- EBS1 《다큐 시선 74회 : 공론화를 아십니까》 (2018년) 내레이션
- EBS1 《다큐 시선 78회 : 시골에 온 오늘의 기술》 (2018년) 내레이션
- EBS1 《다큐 시선 81회 : 다시 일할 수 있을까요?》 (2018년) 내레이션
- EBS1 《극한 직업》 (2018년) 내레이션
- KBS1 《KBS 스페셜 죽음이 삶에 답하다》 (2018년) 내레이션
- JTBC 《다큐 플러스 37회 : 표준, 4차 산업혁명 게임의 법칙》 (2018년) 내레이션
- KBS1 《다큐공감 284회 : 삼달리에 겨울이 오면》 (2019년) 내레이션
- KBS1 《다큐공감 289회 : 거제 대구, 버릴 것이 없다》 (2019년) 내레이션
- KBS1 《다큐공감 290회 : 해빙, 시래기가 마르면 봄이온다》 (2019년) 내레이션
- KBS1 《다큐공감 297회 : 가정의 달 기획 - 야생화 연정2》 (2019년) 내레이션
- KBS1 《다큐공감 299회 : 달콤 쌉싸래한 인생의 맛 믹스커피》 (2019년) 내레이션
- KBS1 《다큐공감 305회 : 느티나무 집 어르신》 (2019년) 내레이션
- TV조선 《식객 허영만의 백반기행》 (2019년) 내레이션
- KBS1 《다큐On 123회 : 어촌마을 차차차》 (2022년) 내레이션
- KBS1 《다큐On 131회 : 삼삼부부의 매생이 별곡》 (2022년) 내레이션
- KBS1 《다큐 인사이트 아메리칸 팩토리 - 삼성 테일러 공장에 가다》 (2023년) 내레이션

## CF
- 2012년 삼성전자 스마트 TV
- 2013년 한국야쿠르트 7EVEN
- 2017년 중앙선거관리위원회 (Feat. 정애리)
- 2021년 ~ 라이나질문하나로암보험

## 홍보대사
- 2009년 제27회 전국연극제 홍보대사
- 2012년 제33회 서울연극제 홍보대사
- 2014년 제35회 서울연극제 홍보대사
- 2014년 대학로 버.담.나 김장데이 홍보대사
- 2015년 제20회 강동선사문화축제 홍보대사
- 2017년 아름다운 선거 홍보대사

## 수상
- 1985년 제21회 동아연극상 남자연기상 《진짜 서부극》
- 1987년 극평가그룹상 남자연기상
- 1987년 제23회 동아연극상 남우주연상
- 1987년 제5회 이해랑연극상
- 1990년 올해의 연극인상
- 1991년 제15회 서울연극제 남우주연상
- 1995년 연극의 해 최우수 남우주연상
- 1997년 제33회 백상예술대상 연극부문 남자 최우수연기상
- 1998년 서울국제연극제 남우주연상
- 2009년 KBS 연기대상 남자조연상 《솔약국집 아들들》
- 2019년 제46회 한국방송대상 내레이션부문 개인상
- 2021년 KBS 연기대상 장편드라마부문 남자 우수연기상 《오케이 광자매》